# MkLinux
MkLinux (Microkernel Linux) – specjalna wersja Linuksa działająca jako serwer na jądrze Mach 3. MkLinux działa na architekturach: Intel, PA-RISC i PowerPC.